# Rodolfo (vescovo di Novara)
Rodolfo (Piemonte, ... – Novara, agosto 957) è stato un vescovo italiano.

## Biografia
Rodolfo nacque in data sconosciuta, probabilmente in terra piemontese.
Eletto vescovo di Novara nel luglio del 940, rimase in carica nella propria sede sino alla propria morte, nell'agosto del 957. Durante gli anni del proprio episcopato donò la chiesa di San Gaudenzio della dotazione di un manso presso Garbagna Novarese.